# كريس بيتيت
كريس بيتيت (بالإنجليزية: Chris Pettit)‏ هو لاعب كرة قاعدة أمريكي، ولد في 15 أغسطس 1984 في باسادينا في الولايات المتحدة.

## وصلات خارجية
- كريس بيتيت على موقع دوري كرة القاعدة الرئيسي (الإنجليزية)
- كريس بيتيت على موقعبيزبول رفرنس.كوم (الدوري الرئيسي) (الإنجليزية)
- كريس بيتيت على موقعبيزبول رفرنس.كوم (الدوري الثانوي) (الإنجليزية)
- كريس بيتيت على موقع إي إس بي إن.كوم (أم.أل.بي) (الإنجليزية)
- كريس بيتيت على موقع مشجعي الرسوم البيانية (الإنجليزية)